# 366省道 (广东省)
S366省道是一条位于广东的省道，由珠海市香洲区九洲港至珠海市金湾区南水。

## 简介
- 366省道是广东省内的一条省道。
- 366省道由珠海市香洲区九洲港至珠海市金湾区南水，途经珠海市斗门区。[1]
- 366省道由珠海大道、九洲大道组成。
- 根据2017年的省道网规划，S366未来将缩短到珠海发电厂。[2]